# August Brunius

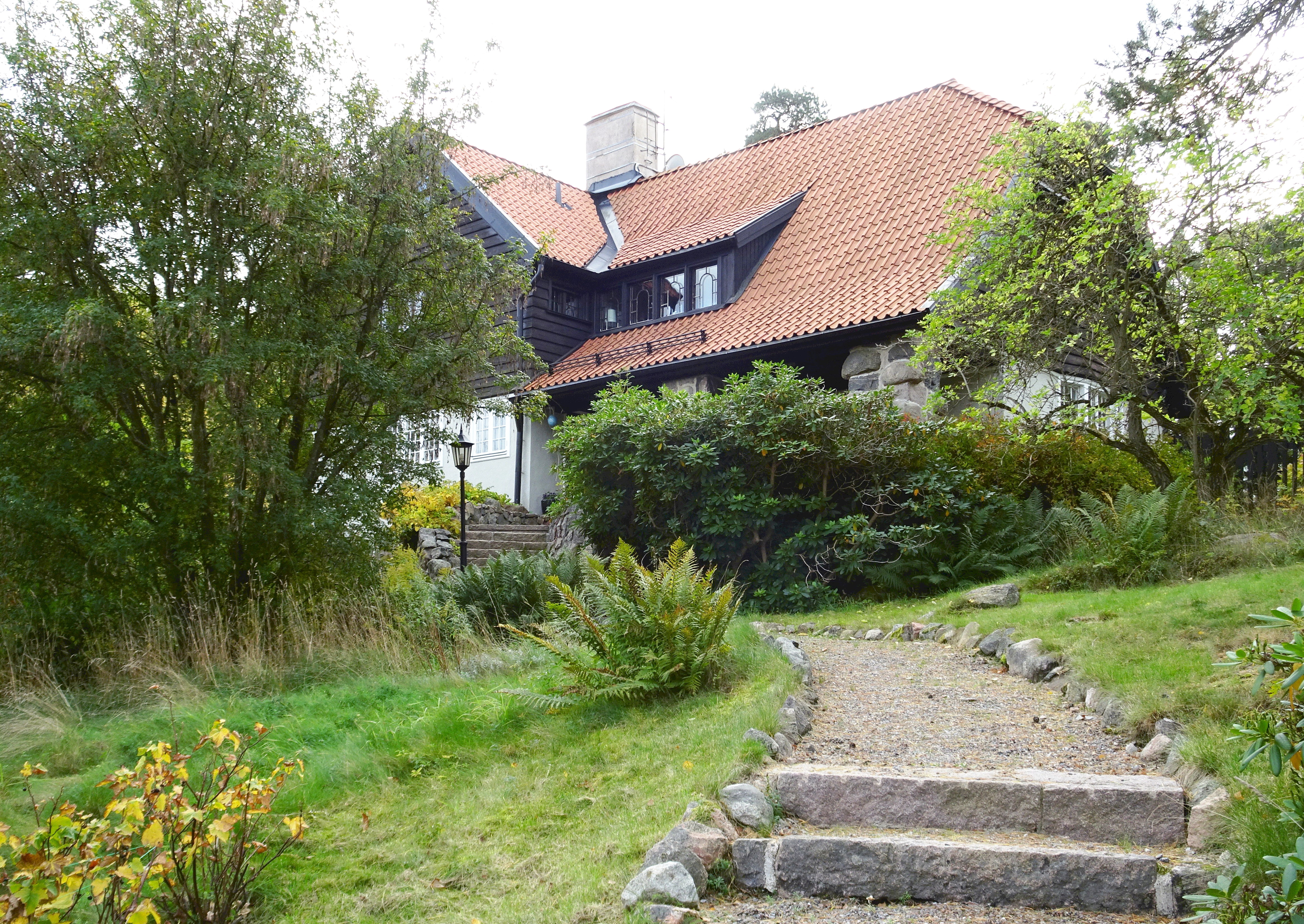
Villa Backen i Lidingö, 2021.

August Georg Brunius, född 5 maj 1879 i Stockholm och död 11 november 1926 i Lidingö församling i Stockholms län, var en svensk författare, konst-, teater- och litteraturkritiker.

## Biografi
Föräldrar var skolmannen och författaren Johan Gomer Thor Brunius och Kristina Mathilda Bagge. Han tog studentexamen 1898 och gifte sig 1908 med journalisten Célie Cleve. 
Brunius var 1898–1902 medarbetare i Vårt land, 1902–1918 och 1924–1926 i Svenska Dagbladet och 1919–1924 i Göteborgs Handels- och Sjöfartstidning. Han var främst verksam som konst-, litteratur- och teaterkritiker. 
Det egna författarskapet bestod i en rad verk, bland annat en antologi över engelsk diktning Modern engelsk litteratur (1923) och flera konstböcker. Brunius framträdde även som teaterförfattare. Färg och form (1913) är den första svenska översikten av det moderna måleriet. Inom litteraturen introducerade han framför allt engelsk litteratur, både som kritiker och som översättare.
Han var bror till skådespelaren John Wilhelm Brunius och Axel Brunius, brorsons son till Carl Georg Brunius, samt far till Göran Brunius och Teddy Brunius.
År 1910 lät han uppföra sin och familjens Villa Backen vid Bergsvägen 12 i Lidingö. Byggnaden gestaltades av arkitekt Ivar Tengbom i nära samarbete med ägarfamiljen. I sin bok Hus och hem beskrev han byggnaden.

## Bibliografi

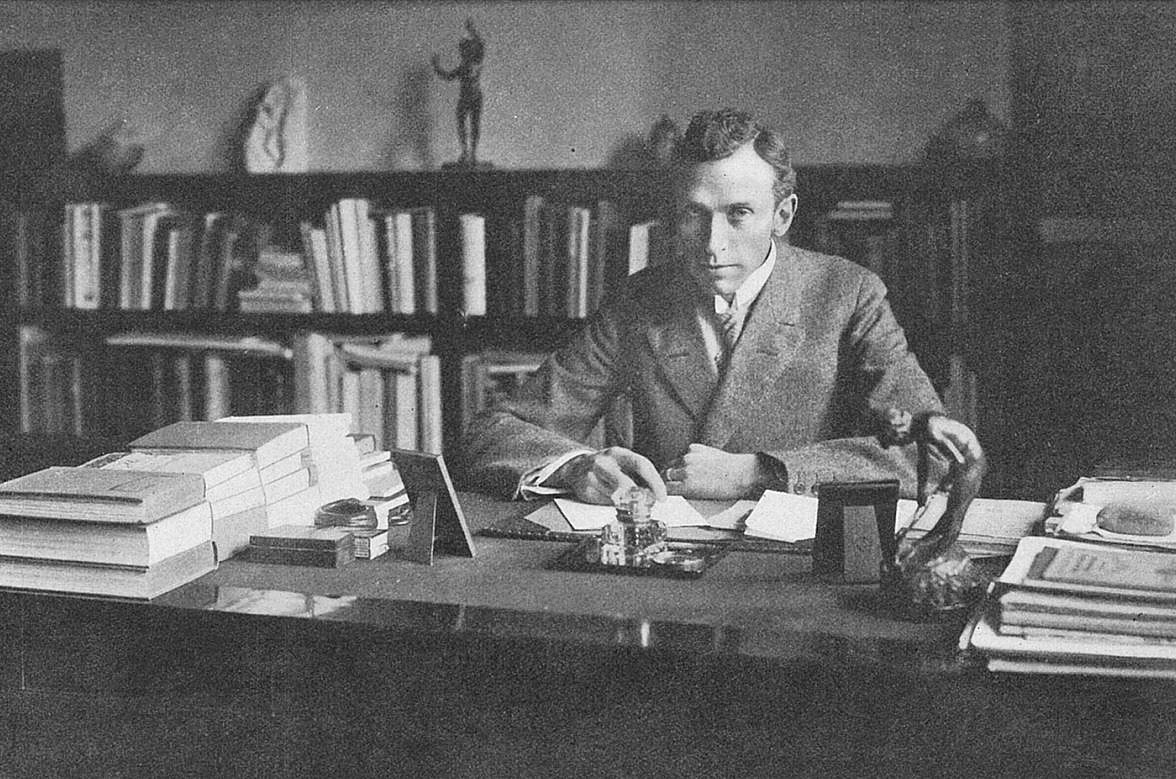
August Brunius i sitt arbetsrum i Villa Backen, 1918.

### Varia
- Italienska vandringar. Stockholm: Bonnier. 1910. Libris 21733530. http://urn.kb.se/resolve?urn=urn:nbn:se:kb:eod-1612384
- Hus och hem : studier af den svenska villan och villastaden. Stockholm: Norstedt. 1911. Libris 2580331
  -  Faksimilupplaga. Stockholm: Rekolid. 2001[1912]. Libris 8380891. ISBN 9187346214
- Svensk konst just nu : öfver sommarens stora konstutställningar. Svenska Dagbladets skriftserie ; 3. Stockholm. 1912. Libris 895387
- Färg och form : studier af den nya konsten. Stockholm: Norstedt. 1913. Libris 385791
- Engelska profiler : ur hundra års prosa. Stockholm: Bröderna Lagerströms förlag. 1914. Libris 364556
- Shakespeare och scenen : tre studier till trehundraårsminnet den 23 april 1916. Stockholm. 1916. Libris 264385
- Ansikten och masker : modern litteratur, konst och teater. Stockholm: Norstedt. 1917. Libris 8206820
- Elaka dialoger om teater och verklighet. Stockholm: Norstedt. 1917. Libris 1650235
- Det moderna originalträsnittet. Råsunda: Handpresstryckeriets förl. 1917. Libris 1650234
- Engelska bilder i fred och krig 1906-1916, 1918. Stockholm: Norstedt. 1918. Libris 1650236
- Kätterier : essayer. Stockholm: Svenska Andelsförlaget. 1923. Libris 382108
- Modern engelsk litteratur. Natur och kultur, 99-0145096-9 ; 17. Stockholm: Natur och kultur. 1923. Libris 1475688
- William Shakespeare : liv, drama, teater. Natur och kultur, 99-0145096-9 ; 31. Stockholm: Natur och Kultur. 1924. Libris 8080622. https://runeberg.org/shakebrun/
- Det nya Stockholm / Bilderna efter fotografier av C. G. Rosenberg. Stockholm: Bonnier. 1926. Libris 1317923
- Engelska kåserier. Sthlm: Bonnier. 1927. Libris 1317924
- Amiel och religionen. Stockholm. 1929. Libris 2580326

### Medarbetarskap
- Josephson, Ernst (1916). Ernst Josephson : 24 målningar / med en inledande essay av August Brunius. Stockholm: Bonnier. Libris 573095
- Sandels, Gösta (1920). En minnesbok : 45 avbildningar / text av Birgel Bæckström, August Brunius, Axel L. Romdahl, Henrik Sörensen, Jens Thiis. Göteborg: Wald. Zachrisson. Libris 1658152
- Lyssna till tystnaden: ur August Brunius dagböcker: liv, arbete, äktenskap (av Célie Brunius, Bonnier, 1956)

### Översättningar
- G. K. Chesterton: Mannen som var Torsdag: en mardröm (The man who was Thursday) (Geber, 1908)
- Nils Kjær: Det lyckliga valet: komedi i fem akter (Bonnier, 1914)
- Maurice Baring: Obrutna brev (Dead letters) (Norstedt, 1916)
- Charles Dickens: En julsång på prosa (A Christmas carol) (Svenska andelsförlaget, 1918)
- Robert Louis Stevenson: Bröderna (The master of Ballantrae) (Åhlén & Åkerlund, 1921). Ny uppl. 1944 med titeln Arvingen till Ballantrae
- Thomas Hardy: Heden (The return of the native) (Svenska andelsförlaget, 1921). Ny uppl. 1943 med titeln Hemkomsten
- Thomas Hardy: I grönan skog: en lantlig målning i holländskt manér (Under the greenwood tree) (Svenska andelsförlaget, 1922)
- Charles Dickens: Pickwickklubbens efterlämnade papper (översatt tillsammans med Célie Brunius, Bonnier, 1927)
- John Masefield: Två dramer (till svenska av August Brunius och Anders Österling, Bonnier, 1931)